# ديفيد ماكي رايت
ديفيد ماكي رايت (بالإنجليزية: David McKee Wright)‏ هو صحفي وشاعر أسترالي، ولد في 6 أغسطس 1869، وتوفي في 5 فبراير 1928.

## روابط خارجية
- ديفيد ماكي رايت على موقع ميوزك برينز (الإنجليزية)